# Hülsen-Haeseler
Hülsen-Haeseler ein deutscher Familienname.
Der untypische Doppelname entstand durch die Heirat zwischen Botho Graf von Hülsen und Helene Gräfin von Haeseler im Jahr 1849. Die Braut war die einzige Erbin ihres Vaters, weshalb auch ihr Geburtsname auf ihre Nachkommen überging.

## Bekannte Namensträger
- Dietrich von Hülsen-Haeseler (1852–1908), preußischer General, Chef des Militärkabinetts
- Georg von Hülsen-Haeseler (1858–1922), preußischer Theaterintendant
- Karl Dietrich von Hülsen-Haeseler (1902–1974), Prälat und Konsistorialrat